# Fredrikstad Fotballklubb 2009
Questa voce raccoglie le informazioni riguardanti il Fredrikstad Fotballklubb nelle competizioni ufficiali della stagione 2009.

## Rosa
| N. |                      | Ruolo | Calciatore          |
| -- | -------------------- | ----- | ------------------- |
| 1  | Canada (bandiera)    | P     | Kenny Stamatopoulos |
| 2  | Norvegia (bandiera)  | D     | Pål André Czwartek  |
| 3  | Svezia (bandiera)    | D     | Patrik Gerrbrand    |
| 4  | Norvegia (bandiera)  | D     | Vidar Martinsen     |
| 5  | Norvegia (bandiera)  | D     | Agim Shabani        |
| 6  | Norvegia (bandiera)  | D     | Hans Erik Ramberg   |
| 7  | Norvegia (bandiera)  | C     | Alex Valencia       |
| 7  | Australia (bandiera) | A     | Kasey Wehrman       |
| 9  | Estonia (bandiera)   | D     | Raio Piiroja        |
| 10 | Ghana (bandiera)     | A     | Dominic Adiyiah     |
| 11 | Brasile (bandiera)   | A     | Éverton             |
| 12 | Norvegia (bandiera)  | P     | Lasse Staw          |
| 14 | Norvegia (bandiera)  | C     | Raymond Kvisvik     |
| 15 | Norvegia (bandiera)  | C     | Joachim Thomassen   |
| 16 | Norvegia (bandiera)  | C     | Martin Elvestad     |

| N. |                       | Ruolo | Calciatore             |
| -- | --------------------- | ----- | ---------------------- |
| 17 | Brasile (bandiera)    | C     | Wallace                |
| 18 | Norvegia (bandiera)   | C     | Amin Askar             |
| 19 | Svezia (bandiera)     | A     | Andreas Tegström       |
| 20 | Danimarca (bandiera)  | D     | Daniel Wass            |
| 20 | Armenia (bandiera)    | D     | Lewon Pačaǰyan         |
| 21 | Norvegia (bandiera)   | C     | Ardian Gashi           |
| 22 | Costa Rica (bandiera) | A     | Celso Borges           |
| 23 | Svezia (bandiera)     | A     | Mattias Andersson      |
| 24 | Norvegia (bandiera)   | D     | Jan Tore Ophaug        |
| 25 | Norvegia (bandiera)   | P     | Erik Mellevold Bråthen |
| 26 | Togo (bandiera)       | C     | Atakora Lalawelé       |
| 27 | Islanda (bandiera)    | A     | Garðar Jóhannsson      |
| 29 | Norvegia (bandiera)   | A     | Michael Trulsen        |
| 77 | Svezia (bandiera)     | C     | Abgar Barsom           |

## Risultati

### Campionato

#### Girone di andata
| Arbitro: | Sandmoen |

|             |           |             |
| Martins 71’ | Marcatori | 41’ Shabani |

| Arbitro: | Hagen (Grue) |

|                          |           |  |
| Ramberg 26’ Tegström 90’ | Marcatori |  |

| Arbitro: | Moen (Haugesund) |

|            |           |                    |
| Mjelde 75’ | Marcatori | 85’ (rig.) Wehrman |

| Arbitro: | Helgerud (Lier) |

|  |           |              |
|  | Marcatori | 86’ Diskerud |

| Arbitro: | Skjerven (Kaupanger) |

|                 |           |                       |
| Soma 59’ (rig.) | Marcatori | 67’ Gashi 89’ Kvisvik |

| Arbitro: | Sælen (Bergen) |

|  |           |          |
|  | Marcatori | 50’ Parr |

| Arbitro: | Staberg |

|           |           |  |
| Prica 14’ | Marcatori |  |

| Arbitro: | Johnsen |

|                                      |           |  |
| Ramberg 10’ Borges 77’ Martinsen 81’ | Marcatori |  |

| Arbitro: | Hauge (Bergen) |

|                    |           |            |
| Zajić 18’ Muri 41’ | Marcatori | 73’ Barsom |

| Arbitro: | Hagen (Grue) |

|                     |           |                                              |
| Jóhannsson 25’, 74’ | Marcatori | 47’ Einarsson 48’ Karadas 58’ Moen 78’ Bakke |

| Arbitro: | Olsen (Kristiansand) |

|                        |           |  |
| Kovács 70’ Gulsvik 83’ | Marcatori |  |

| Arbitro: | Sandmoen |

|           |           |  |
| Askar 55’ | Marcatori |  |

| Arbitro: | Øvrebø (Oslo) |

|                                        |           |                        |
| Søgård 9’ Eziyodawe 24’, 68’ Kippe 42’ | Marcatori | 13’ Borges 31’ Éverton |

| Arbitro: | Helgerud (Lier) |

|                            |           |  |
| Mota 13’ Hoseth 74’ (rig.) | Marcatori |  |

| Arbitro: | Hafsås |

|                        |           |           |
| Borges 52’ Éverton 81’ | Marcatori | 39’ Angan |

#### Girone di ritorno
| Arbitro: | Øvrebø (Oslo) |

|                               |           |                          |
| Wehrman 39’ (rig.) Borges 78’ | Marcatori | 25’ Hamoud 43’ Konradsen |

| Arbitro: | Hagen (Grue) |

|                           |           |                     |
| Karadas 66’ Björnsson 90’ | Marcatori | 5’ (aut.) Sævarsson |

| Arbitro: | Moen (Haugesund) |

|             |           |                      |
| Piiroja 14’ | Marcatori | 45’ Mjelde 53’ Lamøy |

| Arbitro: | Sandmoen |

|          |           |             |
| Parr 48’ | Marcatori | 77’ Éverton |

| Arbitro: | Edvartsen (Hamar) |

|            |           |  |
| Borges 17’ | Marcatori |  |

| Arbitro: | Hagen (Grue) |

|                |           |  |
| Stokkelien 21’ | Marcatori |  |

| Arbitro: | Staberg |

|             |           |                                               |
| Piiroja 57’ | Marcatori | 42’ Demidov 46’, 70’ Prica 51’ (rig.) Iversen |

| Arbitro: | Berntsen (Vang) |

|                          |           |  |
| Rushfeldt 31’ Larsen 35’ | Marcatori |  |

| Arbitro: | Olsen (Kristiansand) |

|                                       |           |           |
| Andersson 17’ Éverton 56’ Wallace 60’ | Marcatori | 45’ Berre |

| Arbitro: | Hagen (Grue) |

|                                          |           |            |
| Keita 23’, 36’ Pedersen 49’ Storflor 89’ | Marcatori | 16’ Borges |

| Arbitro: | Øvrebø (Oslo) |

|               |           |  |
| Andersson 83’ | Marcatori |  |

| Arbitro: | Helgerud (Lier) |

|                                   |           |           |
| Nannskog 45’ Martinsen 47’ (aut.) | Marcatori | 12’ Askar |

| Arbitro: | Johnsen |

|                                     |           |  |
| Andersson 23’ Éverton 30’ Askar 55’ | Marcatori |  |

| Arbitro: | Sandmoen |

|                  |           |                      |
| Gashi 87’ (rig.) | Marcatori | 82’ Thioune 85’ Mota |

| Arbitro: | Hafsås |

|  |           |                                                                     |
|  | Marcatori | 23’ Borges 26’ Valencia 53’ Jóhannsson 59’ (rig.) Wass 73’ Czwartek |

### Qualificazioni per la Tippeligaen
| Arbitro: | Sælen (Bergen) |

|  |           |               |
|  | Marcatori | 18’, 90’ Wiig |

### Coppa di Norvegia
| Oslo 10 maggio 2009, ore 18:10 CEST Primo turno                                                                  | Nordstrand | 0 – 7 referto                                                                  | Fredrikstad |  |
| \| \| \| \| \| \| Marcatori \| 6’ (rig.) Wehrman 35’ Gashi 40’, 52’, 67’ Jóhannsson 64’ Adiyiah 74’ Thomassen \| |            |                                                                                |             |  |
| |            |                                                                                |             |  |
| | Marcatori  | 6’ (rig.) Wehrman 35’ Gashi 40’, 52’, 67’ Jóhannsson 64’ Adiyiah 74’ Thomassen |             |  |

| Drøbak 28 maggio 2009, ore 18:10 CEST Secondo turno                   | Drøbak/Frogn | 1 – 2 referto         | Fredrikstad | Seiersten Stadion |
| \| \| \| \| \| Birkeland 43’ \| Marcatori \| 4’ Tegström 90’ Askar \| |              |                       |             |                   |
|                                                                       |              |                       |             |                   |
| Birkeland 43’                                                         | Marcatori    | 4’ Tegström 90’ Askar |             |                   |

| Fredrikstad 18 giugno 2009, ore 18:00 CEST Terzo turno                                                                 | Fredrikstad | 5 – 3 (d.t.s.) referto        | Ranheim | Fredrikstad Stadion |
| \| \| \| \| \| Borges 23’ Barsom 90’ Martinsen 90’ Tegström 97’, 102’ \| Marcatori \| 11’ Johannessen 71’, 73’ Voll \| |             |                               |         |                     |
| |             |                               |         |                     |
| Borges 23’ Barsom 90’ Martinsen 90’ Tegström 97’, 102’                                                                 | Marcatori   | 11’ Johannessen 71’, 73’ Voll |         |                     |

| Arbitro: | Helgerud (Lier) |

|                                  |           |             |
| Fevang 7’ Dokken 57’ Gulsvik 87’ | Marcatori | 76’ Piiroja |

### Europa League
| Arbitro: | Clattenburg |

|            |           |                                                                      |
| Borges 48’ | Marcatori | 10’ Wilk 22’, 25’ Arboleda 51’ Lewandowski 54’ Peszko 56’ Bandrowski |

| Arbitro: | Zimmermann |

|                 |           |                       |
| Lewandowski 63’ | Marcatori | 31’ Gashi 35’ Piiroja |